# Тельечеа, Эмилиано
Эмилиа́но Тельече́а (исп. Emiliano Mathías Tellechea; родился 5 июля 1987 года в Монтевидео) — уругвайский футболист, защитник и полузащитник клуба «Монтевидео Уондерерс».

## Биография
Эмилиано Тельечеа — воспитанник школы «Монтевидео Уондерерс». Дебютировал в составе этого клуба в 2007 году. За четыре сезона провёл за «странников» более ста матчей в чемпионате Уругвая и забил 15 голов. В первые годы выступал на позиции правого атакующего полузащитника, но впоследствии стал более многофункциональным игроком, тренеры стали использовать его и на левом фланге, и в том числе на позиции флангового защитника.
В 2011 году перешёл в аргентинский «Сан-Лоренсо де Альмагро». Эмилиано было сложно бороться за место в основе «красно-синих», и за полтора сезона он сыграл лишь в 15 матчах Примеры. 20 августа 2011 года Тельечеа отметился первым для себя забитым голом в Аргентине — в ворота «Архентинос Хуниорс». «Святые» выиграли со счётом 3:1.
В 2013 году Тельечеа перешёл на правах аренды в «Дефенсу и Хустисию». Следующий сезон он провёл в «Институто» — также на правах аренды из «Сан-Лоренсо». По окончании сезона на правах свободного агента вернулся в «Дефенсу», где провёл следующие два года.
В начале 2016 года Тельечеа перешёл в эквадорский «Индепендьенте дель Валье», который тренировал уругваец Пабло Репетто. Полузащитник помог своей новой команде дойти до финала Кубка Либертадорес, что стало лучшим достижением клуба из Сангольки на международной арене. Тельечеа провёл 13 из 14 матчей своей команды по пути к финалу. В решающих матчах эквадорский клуб уступил колумбийскому «Атлетико Насьоналю».

## Достижения
- Финалист Кубка Либертадорес (1): 2016